# Esteve Orbelian
Esteve Orbelian (armeni: Ստեփանոս Օրբելյան)  (c. 1250 (Gregorià) - 1303) fou un historiador armeni del segle xiii de la família de prínceps que va governar la Siunia al segle xv. Va escriure una "Història de la Siunia" en armeni que fou traduïda per Brosset.

## Biografia
Stepanos Orbelian era un membre de la Orbelian família príncep que governava la província de Syunik. L'any exacte del seu naixement és desconegut, però es creu que va néixer entre 1250 i 1260. Va rebre una excel·lent educació clerical i va ser ordenat sacerdot celibat el 1280/81.
Plantilla:Sfn. El 1285/6, el pare de Stepanos, Tarsayich Orbelian, es va convertir en príncep de Syunik i el va enviar al Regne armeni de Cilícia, on estava allotjat a la cort del rei Levon III durant tres mesos. Va ser consagrat bisbe metropolità de Syunik pels recentment elegits Catòlics Constantin II la Pasqua de 1286 i va tornar a Syunik el 1287. Després d'una llarga lluita amb el clergat rebel de Syunik, Stepanos va poder afirmar la seva autoritat sobre les prelacions de Tatev i Noravank i va començar la renovació de moltes esglésies i monestirs en ruïnes a la seva diòcesi. Va supervisar la finalització del famós complex monestir de Tatev a 1297 i va donar suport a l'activitat continuada de la Universitat de Gladzor. Stepanos va dirigir el clergat armeni oriental en oposar-se a les polítiques llatinofiles de Catholicos Grigor VII. Va morir el 1303/4 i va ser enterrat al mausoleu de la família Orbelians al monestir de Noravank.